# ルッテ・トラディショナル
ルッテ・トラディショネル（Lutte Traditionnelle、フランス語で「伝統レスリング」）は、西アフリカの民族レスリングの一種。
国や地域によって名称が異なり、セネガルではラームブ（Laamb）、ガンビアではボレ（Boreh）、トーゴ・カビエ語ではエヴァラ（Evala）、ナイジェリアとニジェールのハウサ語地域ではココワ/コカワ（KoKowa / Kokawa）、ニジェールとブルキナファソではそのままルッテ・トラディショネルと呼ばれている。

## 歴史
1950年代以来、多くの西アフリカ文化がルッテ・トラディションネルに関与しました。

## ルール
2人のファイターが円形のリングの砂地で競い合う。各ファイターは相手をリングから追い出すか、相手を足から叩き落とすか、四つん這いにさせることで勝ちとなる。